# حقل آمال
حقل آمال النفطي هو حقل نفطي يقع في منطقة الواحات ، بالقرب من واحة أوجلة شمال شرقي ليبيا. هو أكبر حقول شركة الهروج للعمليات النفطية و يعد من أكبر وأهم الحقول جميعها - في حوض سرت (الجيولوجي) ، ويشمل امتياز الحقل منطقة كبيرة تبلغ مساحتها حوالي 35 × 120 كيلومتر.